# Le Breuil-Bernard
Le Breuil-Bernard è un comune francese di 479 abitanti situato nel dipartimento delle Deux-Sèvres nella regione della Nuova Aquitania.

## Società

### Evoluzione demografica
Abitanti censiti